# 木曽川橋
木曽川橋（きそがわばし）は、木曽川を跨ぎ愛知県一宮市と岐阜県羽島郡笠松町を結ぶ岐阜県道14号岐阜稲沢線の橋梁である。

## 概要
土木学会は、国指定重要文化財に相当するとして「日本の近代土木遺産」に認定したほか、岐阜県は、「歴史的鋼橋」、愛知県は「近代化遺産」としている。

## 歴史
岐阜と東海道を結ぶ尾張藩道である岐阜街道は、その道中の木曽川を渡し船（宝江の渡し）で超えていたが、1876年（明治9年）の国道指定を受けて、木曽川橋として架橋されることとなった。
昭和に入り、太平洋と日本海を連絡する必要が増すと、名古屋から敦賀に至る国道12号の改良が計画され、その経路にある木曽川橋も木橋から鋼橋に架け替えられた。増田淳の増田橋梁事務所が設計した橋長462.4mの鋼ブレースドリブ・タイドアーチ橋で、1937年（昭和12年）に竣工した。

## 備考
1964年（昭和39年）に、歩道が添架された。
長らく河床に旧橋の橋脚跡が残っていたが、2012年（平成24年）の河床整備の際に撤去された。
1878年（明治11年）の明治天皇巡幸の際に、宝江渡船に代えて舟橋が架けられたが、3年後の洪水で流失した。